# اولاف یوردت
اولاف یوردت (انگلیسی: Olav Jordet؛ زادهٔ ۲۷ دسامبر ۱۹۳۹) ورزشکار دوگانه اهل نروژ است.